# Macrotrachela concinna
Macrotrachela concinna is een raderdiertjessoort uit de familie Philodinidae. De wetenschappelijke naam van deze soort is voor het eerst geldig gepubliceerd in 1912 door Bryce.